# Etilacetileno
Etilacetileno ou 1-Butino é um alcino muito inflamável e reativo, de fórmula química C4H6, usado em síntese orgânica.
Ele é um gás incolor.